# Alojz Rebula
Alojz Rebula (San Pelagio, 1924. június 21. – Topolšica, 2018. október 23.) szlovén író, műfordító.

## Művei
Regények
- Devinski sholar (1954)
- Klic v Sredozemlje (1957)
- Senčni ples (1960)
- V Sibilinem vetru (1968)
- Divji golob  (1972)
- Zeleno izgnanstvo (1981)
- Jutri čez Jordan (1988)
- Kačja roža (1994)
- Maranathà ali Leto 999 (1996)
- Cesta s cipreso in zvezdo (1998)
- Jutranjice za Slovenijo (2000)
- Nokturno za Primorsko (2004)

Novellák
- Vinograd rimske cesarice  (1956)

Színművek
- Savlov demon  (1985)
- Operacija Timava (1993)